# Bill Richardson
William Blaine (Bill) Richardson (Pasadena (Californië), 15 november 1947 – Chatham (Massachusetts), 1 september 2023) was een Amerikaans politicus en diplomaat van de Democratische Partij.

## Loopbaan
Hij was de 30e gouverneur van New Mexico van 2003 tot 2011. 
Daarvoor diende hij als Afgevaardigde voor New Mexico's 3e District van 1983 tot 1997 toen hij door president Clinton werd benoemd als opvolger van Madeleine Albright als de Amerikaans ambassadeur bij de Verenigde Naties. Hij diende in deze functie tot 1998, toen hij minister van Energie werd in het kabinet-Clinton. 
In 2003 werd hij gekozen als gouverneur van New Mexico en in 2006 won hij een tweede termijn. Op 21 januari 2007 kondigde Richardson aan dat hij een verkennend comité had gevormd voor de Amerikaanse presidentsverkiezingen van 2008. Op 10 januari 2008 werd bekendgemaakt dat hij zich terugtrok uit de race omdat hij het niet kon opnemen tegen de veel succesvollere Barack Obama en Hillary Clinton. Hij werd door de Democratische kandidaat Obama kort genoemd voor de post van minister van Economische Zaken in zijn kabinet, maar Richardson trok zich terug als kandidaat-minister vanwege een onderzoek naar vriendjespolitiek ten tijde van zijn gouverneurschap.
Richardson werd ook genoemd in een zaak tegen Jeffrey Epstein. Virginia Roberts Giuffre claimde hierin dat zij gedwongen werd door Epstein en zijn vriendin Ghislaine Maxwell om seks te hebben met Richardson.
Richardson overleed op 75-jarige leeftijd.
- Gemeinsame Normdatei: 133848388
- International Standard Name Identifier: 0000 0001 1488 3869
- Library of Congress Control Number: no97050046
- National Archives and Records Administration: 10573315
- Nationale Bibliotheek van Tsjechië: xx0025914
- SNAC: w6c35n3c
- Biographical Directory of the United States Congress: R000229
- Virtual International Authority File: 34064252
- WorldCat: E39PBJcRbqphbQcDDbkrDfr6rq